# Megabiston convergens
Megabiston convergens là một loài bướm đêm trong họ Geometridae.